# Laboissière-en-Thelle
Laboissière-en-Thelle is een gemeente in het Franse departement Oise (regio Hauts-de-France). De plaats maakt deel uit van het arrondissement Beauvais. De gemeente telde 1.330 inwoners op 1 januari 2022.

## Geografie
De oppervlakte van Laboissière-en-Thelle bedroeg op 1 januari 2022 9,64 vierkante kilometer; de bevolkingsdichtheid was toen 138 inwoners per km².

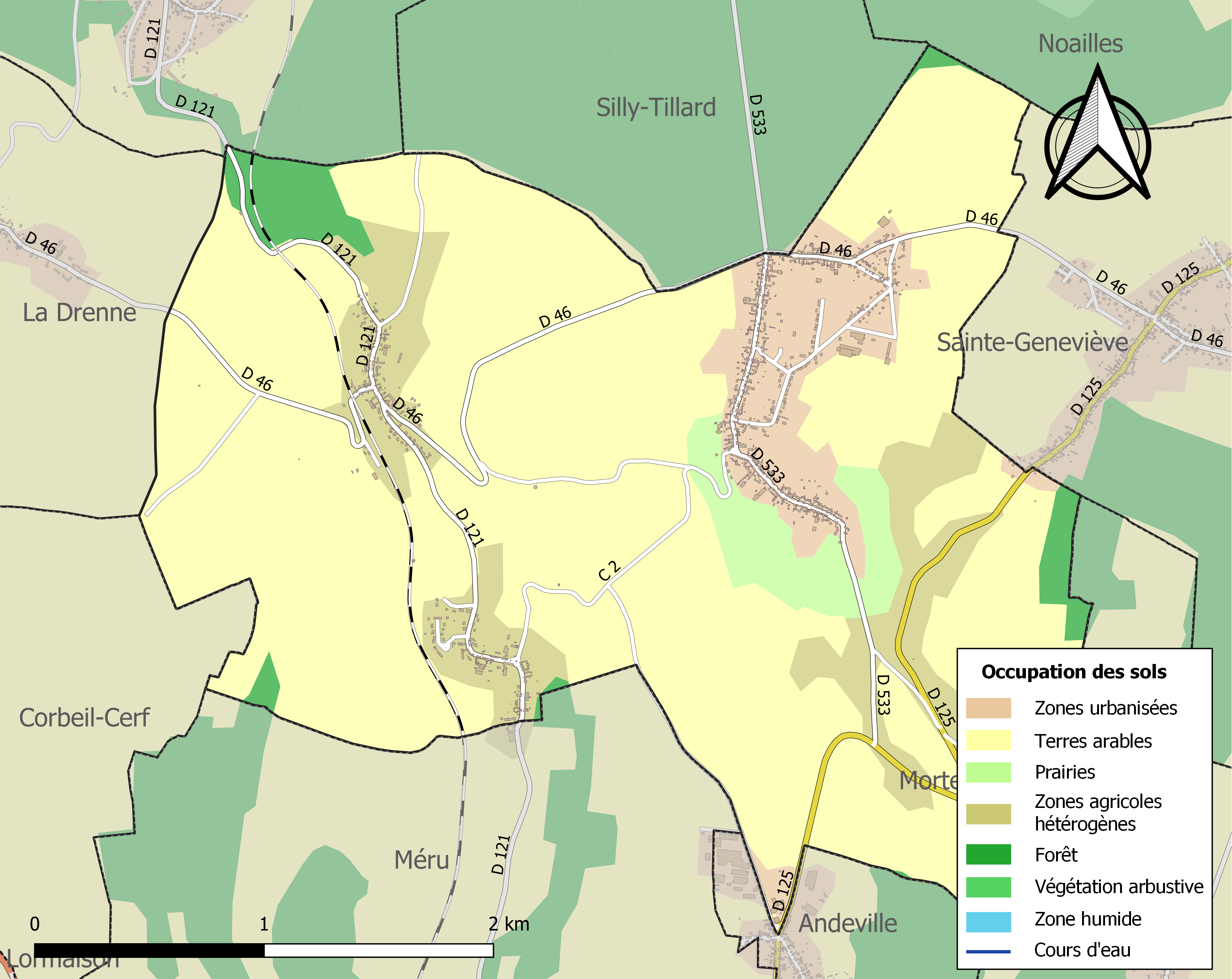
Kaart van de gemeente met belangrijkste infrastructuur, bodemgebruik en omliggende gemeenten

## Verkeer en vervoer
In de gemeente ligt spoorwegstation Laboissière-Le Déluge.

## Demografie
Onderstaande figuur toont het verloop van het inwonertal (bron: INSEE-tellingen).